# 绢毛棋子豆
绢毛棋子豆（学名：Cylindrokelupha tonkinensis）为豆科棋子豆属下的一个种。种加名 tonkinensis 意为越南“东京的”。